# Pëtr Lazarevič Vojkov

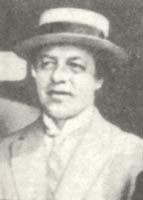
Pëtr Lazarevič Vojkov

Pëtr Lazarevič Vojkov (in russo Пётр Лазаревич Войков?; Kerč', 13 agosto 1888 – Varsavia, 7 giugno 1927) è stato un rivoluzionario russo e funzionario del Partito Comunista dell'Unione Sovietica.

## Storia
Ha avuto un ruolo di primo piano nell'assassinio della famiglia Romanov nel 1917 e per questo in Russia resta tuttora una figura particolarmente controversa.
Ambasciatore dell'URSS in Polonia dall'ottobre 1924, fu assassinato a Varsavia il 7 giugno 1927.